# Martti Mansikka
Martti Mansikka (Kamennogorsk, 25 ottobre 1933 – Tampere, 24 febbraio 2024) è stato un ginnasta finlandese.

## Biografia
Martti Mansikka nacque a Kamennogorsk il 25 ottobre 1933.
Gareggiò alle Olimpiadi del 1956 in tutti gli eventi di ginnastica artistica vincendo una medaglia di bronzo a squadre. Il suo miglior risultato individuale fu il decimo posto al corpo libero. La sua squadra si classificò quarta ai Campionati del mondo del 1958. A livello nazionale vinse i titoli finlandesi al corpo libero, al cavallo con maniglie e al volteggio nel 1957.
Morì a Tampere il 24 febbraio 2024 all'età di 90 anni.

## Palmarès

### Olimpiadi
- Bronzo a Melbourne 1956 nel concorso a squadre